# مانابه آکیفوسا
مانابه آکیفوسا (انگلیسی: Manabe Akifusa; ۱۸ ژوئن ۱۶۶۶ – ۱۹ اوت ۱۷۲۰) سیاست‌مدار اهل ژاپن و از نزدیکان شوگون ششم توکوگاوا ایه‌نوبو بود. وی مناصب مهمی در شوگون‌سالاری توکوگاوا داشت.